# Rhododendron breviperulatum
Rhododendron breviperulatum är en ljungväxtart som beskrevs av Bunzo Hayata. Rhododendron breviperulatum ingår i släktet rododendron, och familjen ljungväxter. Inga underarter finns listade i Catalogue of Life.